# Raorchestes annandalii
Raorchestes annandalii là một loài ếch trong họ Rhacophoridae. Chúng được tìm thấy ở Ấn Độ, Nepal, có thể có ở Bangladesh, Bhutan, Trung Quốc và Myanmar.
Các môi trường sống tự nhiên của chúng là các khu rừng vùng núi ẩm nhiệt đới hoặc cận nhiệt đới và vùng cây bụi nhiệt đới hoặc cận nhiệt đới vùng đất cao.